# Rita Ačkina
Rita Nikolaevna Ačkina (in russo Рита Николаевна Ачкина?; Mogilёv, 1º febbraio 1938) è un'ex fondista sovietica internazionalmente nota come Rita Achkina.

## Biografia
Nativa della RSS bielorussa, dove iniziò la pratica di sci di fondo, si trasferì a Mosca per compiere gli studi universitari. Dopo aver vinto tre titoli nazionali nel 1965, debuttò in campo internazionale ai Mondiali di Oslo del 1966, dove vinse l'oro nella staffetta 3x5 km (insieme a Klavdija Bojarskich e Alevtina Kolčina) e il bronzo nella 5 km, superata proprio dalla Kolčina e dalla Bojarskich.
Ai X Giochi olimpici invernali di Grenoble 1968, sua ultima apparizione internazionale, vinse il bronzo nella staffetta insieme alla Kolčina e a Galina Kulakova, marcando il tempo di 58:13,6.
Dopo il ritiro dalle competizioni lavorò come maestra elementare.

## Palmarès

### Olimpiadi
- 1 medaglia, valida anche ai fini iridati:
  - 1 bronzo (staffetta a Grenoble 1968)

### Mondiali
- 2 medaglie, oltre a quella conquistata in sede olimpica e valida anche ai fini iridati:
  - 1 oro (staffetta a Oslo 1966)
  - 1 bronzo (5 km a Oslo 1966)

### Campionati sovietici
- 3 ori (5 km, 10 km, staffetta nel 1965)[1]